# 柯侯德彗星

柯侯德彗星和地球的軌道。

柯侯德彗星，天文學的名稱是 C/1973 E1、1973 XII、和1973f，是捷克天文學家柯侯德在1973年3月7日最初發現的，它在當年 (1973年) 12月28日通過近日點。

## 特徵
柯侯德彗星是一顆長週期彗星，它上一次的出現大約是150,000年前，下一次則大約是75,000年後。在1973年出現時，由於大行星的引力攝動，軌道成為雙曲線 (離心率 > 1)。由於它的路徑，科學家從理論上認為柯侯德彗星是來自歐特雲的天體。因此，人們認為這是他第一次進入太陽系的內部，這將導氣體大量噴出形成壯觀的彗星。紅外線和可見光的觀測研究得到的結論使許多科學加持保留的態度，回過頭來認為柯侯德只是古柏帶的天體，這將使它明顯的以岩石為主而缺乏氣體。
柯侯德彗星在通過近日點之前，被媒體炒作成「世紀彗星」。然而，柯侯德的表現讓眾人大失所望，可能的原因是它在飛掠過地球之前曾經接近過太陽，已經有部分分解掉了。另一種說法認為它是第一次接近太陽，因此自從誕生以來，它依然是凍結的狀態。儘管它未能達到如預期的水準，它依然是一個肉眼可以看見的天體。在它以0.14天文單位的距離通過近日點時，它的最大亮度是 -3等。它的軌道傾角是14.3°，最佳的觀賞時段是在通過近日點之後的夜晚，而視星等已經減弱到 4等星的時候。這時，它不僅有一條25°長的彗尾，還有反尾。
不要將C/1973 E1和也被稱為柯侯德彗星的週期彗星75D/柯侯德混淆了 (還有C/1969 O1和C/1973 D1，它們也是柯侯德發現的彗星)。
天空實驗室4號和聯盟13號的太空人也都曾觀測過這顆彗星，使它成為第一顆被太空人觀測過的彗星。

## 對大眾文化的衝擊
由於柯侯德彗星的表現遠遠不如預期的壯觀，因此它成為預期場面壯麗卻潦倒收場的代名詞。但是，它在通過近日點後不久確實非常明亮，並短暫的成為黃昏後受到重視的天象。
在1973年，大衛·柏格創辦的上帝之子 (非正統的教派)，在美國預言巨大的柯侯德彗星將於1974年1月帶來世界末日事件 。 上帝之子的成員將柏格的預言散佈至全美各地，警告即將到來的厄運。以美國為主要根據地的成員逃離到世界各地，在各地建立 社群 (或新成立)。
受到柯侯德彗星的刺激，產生了為數眾多的音樂家和其他的藝術家：
- 在漫畫《花生》：小狗史努比和小黃鳥伍德斯托克在1973年12月29日至1974年1月3日間，於李納斯於在天空中標示出柯侯德之光的光弧時，,是躲藏在毛毯下度過的。
- 爵士樂的作曲家在桑·拉在1973年12月為柯侯德彗星舉辦音樂會。
- 德國的前衛音樂團體發電廠樂團在1973年12月發表稱為《柯侯德彗星》專輯。在《公路飆車》這張專輯上出現幾個月後，曲目的標題縮短為"Kometenmelodie"（彗星旋律）。
- Yahowha 13在1973年的第一張專輯被稱為《柯侯德》（Kohoutek）。
- 銀色樂團在1974年的專輯《Nexus》有三首樂曲和柯侯德彗星有關聯："柯侯德的來臨"、"繞太陽一次"、"無盡的流浪者"。
- 搖滾樂團旅程為柯侯德彗星撰寫和譜曲，出現在他們於1975年以樂團之名命名的首張專輯上。
- 比爾·卡羅爾在1994年發表行一張標題為《柯侯德》的專輯。
- 英國的鐵克諾音樂團體808 State編寫和錄了器樂重奏曲《柯侯德》，出現在他們1996專輯 Don Solaris。
- 自1973年4月中旬起，以這顆彗星之名命名以示榮耀的柯侯德音樂和藝術節，每年免費的在比特澤學院舉行。

## 外部連結
- Kohoutek: Comet of the Century （页面存档备份，存于） TIME magazine article on the comet, and comets in history
- Kohoutek, Comet （页面存档备份，存于） Entry on the Internet Encyclopedia of Science
- NASA JPL小天體瀏覽器上的C/1973 E1